# Krzysztof Zimnoch
Krzysztof Zimnoch (* 6. September 1983 in Białystok, Polen) ist ein polnischer Boxer im Schwergewicht. Gemanagt wird er von Tomasz Babiloński.

## Amateurkarriere
Krzysztof Zimnoch trainierte als Amateur unter anderem in der Boxabteilung des Sportclubs Hetman Białystok. Im Halbschwergewicht gewann er bei Polnischen Meisterschaften 2002 und 2004 Bronze, sowie 2003 Silber. 2005 gewann er Gold bei den Polnischen Meisterschaften im Schwergewicht. Bei den EU-Meisterschaften 2005 in Cagliari schied er im Viertelfinale gegen Alexander Powernow und bei den Weltmeisterschaften 2005 in Mianyang in der Vorrunde gegen David Dolan aus.
2006 gewann er Bronze im Schwergewicht bei den Polnischen Meisterschaften und ebenfalls Bronze bei den EU-Meisterschaften 2006 in Pécs, nachdem er im Halbfinale des Superschwergewichts gegen Roberto Cammarelle unterlegen war. 2007 wurde er erneut Polnischer Meister im Schwergewicht und startete bei den EU-Meisterschaften 2007 in Dublin, wo er im Schwergewicht erneut im Halbfinale gegen Clemente Russo unterlag und Bronze gewann. Bei den Weltmeisterschaften 2007 in Chicago erzielte er mit einem Sieg in der Vorrunde gegen Deontay Wilder den wohl bedeutendsten Sieg seiner Amateurlaufbahn. Er schied jedoch schon im nächsten Kampf gegen Alexander Powernow aus. 2009 wurde er nochmals Polnischer Meister im Schwergewicht.
Krzysztof Zimnoch startete darüber hinaus auch bei internationalen Turnieren. Er ist Gewinner des in Polen ausgetragenen Feliks Stamm Tournaments der Jahre 2005, 2008 sowie 2009 und gewann beim selben Event 2006 und 2007 die Silbermedaille. Zudem erreichte er den zweiten Platz beim Ahmet Cömert Tournament 2005 in Istanbul und einen dritten Platz beim Chemiepokal 2006 in Halle (Saale).

## Profikarriere
Krzysztof Zimnoch gewann sein Profidebüt am 20. Februar 2010. In seinen ersten 24 Kämpfen erzielte er 22 Siege und schlug dabei unter anderem Oliver McCall, Gbenga Oluokun, Konstantin Airich und Michael Grant. Neben einem Unentschieden erlitt er im Februar 2016 eine K.o.-Niederlage gegen Mike Mollo, gewann jedoch den Rückkampf im Februar 2017 vorzeitig.
Am 9. September 2017 verlor Zimnoch durch Knockout in der dritten Runde gegen den US-Amerikaner Joey Abell und beendete daraufhin vorläufig seine Karriere. Er kehrte erst am 23. November 2019 in den Ring zurück und verlor dabei gegen seinen Landsmann Krzysztof Twardowski durch Technischen Knockout (TKO) in der zweiten Runde.